# La senda del tiempo
«La senda del tiempo» es una canción de la banda española de rock Celtas Cortos, incluido en su segundo álbum de estudio, Gente impresentable y publicada como sencillo en 1990.

## Descripción
Balada de marcado tono nostálgico, en la que se expresa la insatisfacción vital del autor.
El tema está incluido en los siguientes álbumes recopilatorios de la banda:
- ¡Vamos! (1995)
- Nos vemos en los bares (1997) - en directo -
- The Best of Celtas Cortos (1999)
- Grandes éxitos, pequeños regalos (2001)
- Gente distinta (2002)
- 20 soplando versos (2006)
- Vivos y directos (2012) - en directo -